# Lucia Berlin
Lucia Berlin (geboren als Lucia Brown 12. November 1936 in Juneau, Alaska; gestorben 12. November 2004 in Marina del Rey bei Los Angeles) war eine US-amerikanische Schriftstellerin.

## Leben
Lucia Brown war die Tochter eines Bergbauingenieurs, der an wechselnden Arbeitsplätzen in Idaho, Kentucky und Montana eingesetzt war. 1941 wurde er als Soldat eingezogen, und sie wohnte mit Mutter und Schwester beim Großvater in El Paso. Nach Kriegsende zog die Familie für eine Zeit nach Santiago de Chile. Mit zehn Jahren erkrankte Lucia an Skoliose, was sie später zwang, ein Korsett zu tragen, ihre Atmung wurde so beeinträchtigt, dass sie seit 1994 ein Atemgerät in ihrer Nähe brauchte. Ab 1955 studierte sie an der University of New Mexico. Einer ihrer Lehrer dort war Ramon Sender. Brown heiratete in Albuquerque und hatte zwei Söhne. Unter dem Einfluss von Edward Dorn begann sie dort als Lucia Newton zu schreiben und zog dann mit ihrem zweiten Mann, einem Jazzmusiker, nach New York in die Nachbarschaft der Schriftsteller Denise Levertov und Mitchell Goodman. 1961 zog sie mit ihrem dritten Mann Buddy Berlin nach Mexiko, sie hatten zwei weitere Söhne. Wegen der Drogenabhängigkeit ihres Manns wurde 1968 auch diese Ehe geschieden. Danach arbeitete sie kurze Zeit als Aushilfslehrerin an der University of New Mexico und schlug sich dann lange Jahre in  Berkeley und Oakland in schlecht bezahlten Jobs als Telefonistin, Krankenhauspflegerin, Putzfrau, Arzthelferin und Lehrerin durch, zog alleine ihre vier Kinder groß und wurde zusätzlich zu ihren bestehenden Gesundheitsproblemen alkoholabhängig.
Zwischen 1991 und 1994 verbrachte Berlin die meiste Zeit an der Seite ihrer Schwester, die an Krebs starb, in Mexiko-Stadt.
Auf Vermittlung von Edward Dorn lehrte sie schließlich ab 1994 Kreatives Schreiben an der University of Colorado Boulder. Ihr Unterricht wurde von den Studenten geschätzt, und der Lehrauftrag wurde 1996 als Associate Professur verlängert. Die Mittelgebirgslage von Boulder war allerdings ihrer Atmung abträglich, so dass sie schwerkrank 2000 ihre Arbeit aufgab und in die Nähe ihrer Kinder zog.

## Werk
Berlin schrieb seit 1960 literarische Beiträge für Zeitschriften wie The Atlantic. Ihr erster, schmaler Kurzgeschichtenband Angels Laundromat erschien 1981. Ihre Kurzgeschichten veröffentlichte sie in sechs Einzelausgaben, die dann ab 1990 nochmals in drei Bänden (1990, 1993 und 1999) zusammengefasst wurden. Insgesamt wurden 76 ihrer Geschichten publiziert.
Im Jahr 2015 schrieb Lydia Davis das Vorwort zu einer von Stephen Emerson herausgegebenen Neuausgabe einer Kurzgeschichtenauswahl. Das Buch kam in die Endauswahl des Preises der Kirkus Review und im New York Times Book Review unter die zehn besten Bücher des Jahres 2015. Die deutsche Übersetzung der von 43 auf dreißig Geschichten gekürzten Auswahl wird von einem Vorwort der Übersetzerin Antje Rávic Strubel eingeleitet.
Der Titel der deutschen Ausgabe Was ich sonst noch verpasst habe verweist auf die Story Nach Hause finden, in der die Ich-Erzählerin ihr Leben Revue passieren lässt und ihre Position auf der Veranda als Metapher für Unachtsamkeit gebraucht. „Was habe ich sonst noch verpasst? Wie oft war ich in meinem Leben gewissermaßen auf der hinteren Veranda statt auf der vorderen? Was hat man mir gesagt, ohne dass ich es hörte? Welche Liebe mag es gegeben haben, die ich nicht spürte?“

## Auszeichnungen
- American Book Award 1991 für Homesick
- California Book Award for Fiction 2015

## Veröffentlichungen
- A Manual for Cleaning Women. Illustrationen Michael Myers. Zephyrus Image, Washington, D.C. 1977.
- Angels Laundromat: Short Stories. Turtle Island Foundation for the Netzahaulcoyotl Historical Society, Berkeley, CA 1981, ISBN 0-913666-35-1.
- Legacy. Illustrationen Michael Bradley. Poltroon Press, Berkeley 1983.
- Phantom Pain: Sixteen Stories. Tombouctou Books, Bolinas 1984.
- Safe & Sound. Poltroon Press, Illustrationen Frances Butler. Berkeley 1988.
- Homesick: New & Selected Stories. Black Sparrow Press, Santa Rosa 1990.
- So Long: Stories, 1987–1992. Black Sparrow Press, Santa Rosa 1993.
- Where I Live Now: Stories, 1993–1998. Black Sparrow Press, Santa Rosa 1999.
- A Manual for Cleaning Women: Selected Stories. Herausgeber Stephen Emerson. Vorwort Lydia Davis. Farrar, Straus and Giroux, New York, NY 2015.
  - Was ich sonst noch verpasst habe. Stories. Übersetzung Antje Rávic Strubel. Arche Literatur Verlag, Zürich 2016, ISBN 978-3-7160-2742-4.[3]
- Was wirst du tun, wenn du gehst. Übersetzung Antje Rávic Strubel. Arche Literatur Verlag, Zürich 2017, ISBN 978-3-7160-2767-7.
- Evening in Paradise: More Stories. Farrar, Straus and Giroux, New York, NY 2018. ISBN 978-0374279486.
  - Abend im Paradies. Stories. Übersetzung Antje Rávic Strubel. Kampa Verlag, Zürich 2019, ISBN 978-3-311-10015-7.
- Welcome Home: A Memoir with Selected Photographs and Letters. Farrar, Straus and Giroux, New York, NY 2018. ISBN 9780374287597.
  - Welcome Home. Erinnerungen, Bilder und Briefe. Übersetzung Antje Rávic Strubel. Kampa Verlag, Zürich 2019, ISBN 978-3-311-10011-9.